# Spoorlijn Étampes - Auneau-Embranchement
De spoorlijn Étampes - Auneau-Embranchement was een Franse spoorlijn van Étampes naar Auneau. De lijn was 31,7 km lang en heeft als lijnnummer 549 000.

## Geschiedenis
De lijn werd geopend door de Compagnie du chemin de fer de Paris à Orléans op 5 juni 1893. Personenvervoer werd opgeheven op 1 augustus 1939. Goederenvervoer tussen Étampes en Sainville was er tot 3 november 1969, tussen Sainville en Bretonvilliers tot 3 april 1972 en tussen Bretonvilliers en Auneau tot 1984.

## Aansluitingen
In de volgende plaatsen is of was er een aansluiting op de volgende spoorlijnen:
Étampes
RFN 570 000, spoorlijn tussen Paris-Austerlitz en Bordeaux-Saint-Jean
RFN 684 000, spoorlijn tussen Étampes en Beaune-la-Rolande
Auneau-Embranchement
RFN 550 000, spoorlijn tussen Brétigny en La Membrolle-sur-Choisille
RFN 555 000, spoorlijn tussen Beaulieu-le-Coudray en Auneau-Embranchement